# Lønsdal Station
Lønsdal Station (Lønsdal stasjon) er en jernbanestation på Nordlandsbanen, der ligger i Lønsdalen i Saltdal kommune i Norge. Stationen består af krydsningsspor, en perron og en stationsbygning i rødmalet træ med ventesal og toilet. Stationen ligger i nærheden af et hotel og et område med hytter, der kan benyttes som udgangspunkt for ture på Saltfjellet. Stationen er i dag den første nord for Polarkredsen, som den ligger 23 km nord for.
Stationen åbnede 10. december 1947, da banen blev forlænget dertil fra Dunderland. Den fungerede som endestation, indtil det næste stykke videre til Røkland åbnede 1. december 1955.
Stationsbygningen blev opført i 1947 efter tegninger af Gudmund Hoel og M. Løken. Den toetages bygning er opført i bindingsværk og rummede oprindeligt ekspedition og tjenestebolig. En enetages tilbygning fungerede oprindeligt som pakhus.